# Héctor Scotta
Héctor Horacio Scotta (né le 27 septembre 1950 à San Justo en Argentine) est un joueur de football argentin.

## Palmarès
| Saison             | Club        | Titre                                       |
| ------------------ | ----------- | ------------------------------------------- |
| Nacional 1974      | San Lorenzo | Champion de la Primera Division argentine   |
| Nacional 1975      | San Lorenzo | Meilleur buteur d'Argentine : 28 buts       |
| Metropolitano 1975 | San Lorenzo | Meilleur buteur d'Argentine : 32 buts       |
| 1975               | San Lorenzo | Meilleur buteur d'Amérique du Sud : 60 buts |
| 1975               | San Lorenzo | Olimpia de Plata                            |
| 1977               | Grêmio      | Championnat du Rio Grande do Sul            |